# Angela Stone
Angela Stone (29. srpna 1981, Minneapolis, USA – 5. dubna 2019) byla americká pornoherečka. Od roku 2003 se do roku 2010 objevila ve více než 200 filmech a mezi její speciality patřil squirt, neboli ženská ejakulace. Je řazena mezi královny squirtu.

## Ocenění
Během své pornoherecké kariéry dosáhla několika nominací na cenu AVN Award, která je označována jako „pornoherecký Oscar.“
- 2006 AVN Award (nominace) – Best Threeway Sex Scene – Flower’s Squirt Shower[8]
- 2007 AVN Award (nominace) – Most Outrageous Sex Scene – The Great American Squirt Off[9]
- 2009 AVN Award (nominace) – Best All-Girl Group Sex Scene – Flower's Squirt Shower 5[10]
- 2009 AVN Award (nominace) – Most Outrageous Sex Scene – Squirt Gangbang 2[10]